# João Maria de Sousa de Almeida
João Maria de Sousa Almeida, 1º barão de Água-Izé (Ilha do Príncipe, 12 de Março de 1816 - Ilha de São Tomé, 17 de outubro de 1869), foi um abastado proprietário de São Tomé e Príncipe. Tenente-coronel dos Voluntários de Benguela, era filho de Manuel da Vera Cruz e Almeida e de D. Pascoela de Sousa Leitão da Ilha de Príncipe, filha do Capitão João Mathias de Sousa e de D. Antónia Gomes dos Santos, ambos de São Tomé. Manuel da Vera Cruz e Almeida natural da freguesia de Vera Cruz da Baía, Brasil era filho do Governador de São Tomé e Príncipe António de Almeida Viana, e de D. Ana da Assunção. origem negra, poeta, agricultor e traficante de escravos foi o impulsionador da cultura de cacau em São Tomé e Príncipe e foi também o primeiro a trazer para aí a árvore fruta-pão.

## Biografia
A família do barão possuía um solar na ilha do Príncipe, sendo o pai coronel e proprietário de terras.
João Maria foi escrivão, comerciante em Angola e em 1845 viajou para Portugal. De Lisboa seguiu para conhecer a Europa e, posteriormente, o Brasil. Aí ficou a conhecer a vida e a organização nas plantações.
Quando regressou a São Tomé, em 1853, trouxe café, tabaco, óleo de palma e cacau - a que ele chamava a "árvore dos pobres".
Dois anos depois já o produzia numa roça nas imediações da Praia-Rei, hoje Água Izé.
Em 1858 publicou um estudo sobre como plantar, colher e conservar cacau e, dez anos depois, recebeu o título de barão de Água Izé.
Foi ainda presidente da câmara municipal da cidade de São Tomé, mas além dos seus feitos políticos e agrícolas, ganhou notoriedade de outra forma, através do medo, havendo até uma lenda sobre ele que chegou aos nossos dias. Além dos maus-tratos e dos castigos aos trabalhadores, o barão era conhecido pelas pretensas capacidades sobrenaturais. Dele ainda hoje se diz que entrava de cavalo na Boca do Inferno, junto à Roça de Água Izé, e saía instantes depois perto de Cascais, na outra Boca do Inferno que aí fica.

## Distinções
- Barão de Água-Izé[4]
- Fidalgo do Conselho de SMF
- Fidalgo da Casa Real
- Cavaleiro da Ordem da Torre e Espada
- Comendador da Ordem Militar de Cristo
- Comendador da Ordem de Nossa Senhora da Conceição de Vila Viçosa